# Кондратец, Иван Яковлевич
Иван Яковлевич Кондратец (1919—2003) — советский военнослужащий. Участник Великой Отечественной войны. Герой Советского Союза (1944). Гвардии красноармеец.

## Биография
Родился 22 июня 1919 года в уездном городе Прилуки Полтавской губернии Украинской Народной Республики (ныне город, районный центр Черниговской области Украины) в семье рабочего, участника революции 1905 года Якова Трофимовича Кондратца. Украинец. Окончил 7 классов школы. Работал в прилукском отделении «Союзпечати». В 1938 году за декламацию стихов Осипа Мандельштама был обвинён в антисоветской пропаганде и осуждён по статье 54-10 Уголовного Кодекса Украинской ССР на семь лет лишения свободы.
В октябре 1942 года вместе с другими заключёнными, изъявившими желание сражаться за Родину, был освобождён из лагеря и направлен в Ташкентское пулемётное училище. Однако окончить шестимесячный курс обучения и получить офицерское звание ему не удалось. В марте 1943 года был направлен в Джизак, где шло формирование воинских эшелонов для отправки на фронт. Служил в 62-ю гвардейскую стрелковую дивизию, сильно измотанную и понёсшую большие потери в кровопролитных боях за Харьков. Его определили стрелком в 3-й батальон 184-го гвардейского стрелкового полка. До сентября 1943 года дивизия находилась в резерве Ставки Верховного Главнокомандования, где её командиры занимались обучением необстрелянного пополнения. 7 сентября 1943 года 62-я гвардейская стрелковая дивизия была включена в состав 37-й армии Степного фронта и приняла участие в Битве за Днепр.
Преследуя отступающего противника, в ходе Полтавско-Кременчугской операции передовые подразделения 37-й армии вышли к Днепру. 2-му и 3-му батальонам 62-й гвардейской стрелковой дивизии предстояло форсировать Днепр и захватить плацдарм севернее села Мишурин Рог. Переправа началась в ночь на 28 сентября 1943 года. Уничтожив боевое охранение на острове в русле реки, десантники устремились к правому берегу. В это время немцы открыли огонь по месту переправы. Гвардии рядовой Иван Кондратец, расположившись на носу лодки А-3, огнём из пулемёта подавлял вражеские огневые точки. При подходе к берегу от разрыва снаряда лодка перевернулась, а часть бойцов была ранена. Сумел выбраться на берег вместе с оружием и тяжело раненым командиром взвода, после чего вернулся в воду и спас ещё трёх раненых бойцов. Сдав раненых санитару, скрытно поднялся по отвесному правому берегу и гранатой уничтожил немецкий пулемёт. Приняв командование взводом на себя, сумел грамотно организовать оборону захваченного плацдарма, обеспечив переправу всего батальона. К 13 часам 28 сентября 1943 года 3-й батальон закончил форсирование водной преграды, успешно отразил контратаку противника со стороны Мишурина Рога и расширил захваченный плацдарм. В этих боях лично уничтожил свыше 10 солдат противника.
Указом Президиума Верховного Совета СССР «О присвоении звания Героя Советского Союза офицерскому, сержантскому и рядовому составу Красной Армии» от 22 февраля 1944 года за «образцовое выполнение боевых заданий командования при форсировании реки Днепр, развитие боевых успехов на правом берегу реки и проявленные при этом отвагу и геройство» удостоен звания Героя Советского Союза с вручением ордена Ленина и медали «Золотая Звезда».
Однако получить награду он не смог. 30 октября 1943 года в ходе Пятихатской операции при отражении контратаки немецких войск на реке Ингулец в районе Кривого Рога был тяжело контужен и в бессознательном состоянии попал в плен. Из лагеря для военнопленных бежал при первой возможности, но был схвачен немцами и отправлен в концентрационный лагерь Нойенгамме (Neuengamme). Не выдержав нечеловеческих условий, согласился на сотрудничество с немецкой разведкой. Пройдя двухнедельную подготовку в разведшколе Абвера, в рамках операции «Цеппелин» 9 ноября 1944 года был заброшен на польскую территорию, занятую советскими войсками, с заданием собрать сведения о наличии, количестве и составе подразделений Красной Армии в районе Сувалки-Рачки. Сразу же скрывшись от напарника, явился в расположение ближайшей советской части и добровольно рассказал об обстоятельствах пленения, вербовке и своём задании в качестве немецкого шпиона. Но уже имевшему судимость за антисоветскую деятельность Ивану Кондратцу не поверили. Был обвинён в измене Родине и 13 января 1945 года осуждён военным трибуналом 3-го Белорусского фронта по статье 58-1б Уголовного Кодекса РСФСР и приговорён к 15 годам лишения свободы. Наказание отбывал в Особом лагере МВД СССР № 8 (Песчаный) в городе Караганде Казахской ССР.
13 января 1954 г. Комиссия по пересмотру дел на лиц, осужденных за контрреволюционные преступления по Литовской ССР, рассмотрев его дело, приняла решение о необходимости внесения протеста с требованием снижения осуждённому срока наказания до фактически отбытого. Такой протест был внесён заместителем Генерального прокурора генерал-майором юстиции Викторовым. 23 июля 1955 года определением Военной коллегии Верховного Суда СССР срок лишения свободы по делу был снижен до 10 лет.
Вернулся в родные места и поселился в селе Варва, где после войны жили его родители. Работал бригадиром каменщиков. Однако в результате тяжёлой фронтовой контузии и многих лет, проведённых в советских и немецких лагерях, окончательно потерял здоровье и вышел на пенсию по инвалидности. С большим трудом решался и вопрос с возвращением наград и звания Героя Советского Союза. Лишь 15 декабря 1965 года Председателем Верховного Суда СССР А. Ф. Горкиным был внесен протест на решение Военной коллегии. 12 января 1966 года постановлением Пленума Верховного суда СССР был полностью реабилитирован. В мае 1966 года ему были торжественно вручены медаль «Золотая Звезда» и орден Ленина.
Скончался 24 октября 2003 года. Похоронен на Украине в посёлке городского типа Варва Черниговской области.

## Награды
- Медаль «Золотая Звезда» (22.02.1944);
- орден Ленина (22.02.1944);
- орден Отечественной войны 1-й степени (1985).
- Медали, в том числе:

медаль «За боевые заслуги» (16.10.1943).

## Документы
- Общедоступный электронный банк документов «Подвиг Народа в Великой Отечественной войне 1941—1945 гг.» Архивировано 13 марта 2012 года. № в базе данных 30830183. Архивировано 28 октября 2012 года.
- Обобщенный банк данных «Мемориал». Архивировано 10 мая 2012 года. ЦАМО, ф. 58, оп. 18002, д. 1586. Архивировано 28 октября 2012 года., ЦАМО, ф. 58, оп. 18003, д. 1601.